# Zapasy na Igrzyskach Panamerykańskich 1987
Zapasy na Igrzyskach Panamerykańskich 1987, odbywały się w dniu 10–11 sierpnia w Indianapolis. W tabeli medalowej tryumfowali zapaśnicy z Kuby.

## Tabela medalowa
|   | Państwo           |    |    |    | Razem: |
| - | ----------------- | -- | -- | -- | ------ |
| 1 | Kuba              | 10 | 6  | 3  | 19     |
| 2 | Stany Zjednoczone | 9  | 5  | 5  | 20     |
| 3 | Kanada            | 1  | 4  | 8  | 13     |
| 4 | Meksyk            | 0  | 2  | 1  | 3      |
| 5 | Panama            | 0  | 2  | 0  | 2      |
| 6 | Brazylia          | 0  | 1  | 0  | 1      |
| 7 | Portoryko         | 0  | 0  | 2  | 2      |
| 8 | Kolumbia          | 0  | 0  | 1  | 1      |
|   | razem:            | 20 | 20 | 20 | 60     |

## Wyniki

### W stylu klasycznym
| Waga   | złoty                 | srebrny          | brązowy         |
| ------ | --------------------- | ---------------- | --------------- |
| 48 kg  | Reinaldo Jiménez      | Eric Wetzel      | Julio Negron    |
| 52 kg  | Pedro Favier Roque    | Bernardo Olvera  | Shawn Sheldon   |
| 57 kg  | Amadoris González     | Ramón Meña       | Anthony Amado   |
| 62 kg  | Mario Olivera         | Juan Mora        | Dalen Wasmund   |
| 68 kg  | Andrés Alexis Jiménez | Herminio Hidalgo | James Martinez  |
| 74 kg  | David Butler          | Víctor Romero    | José Betancourt |
| 82 kg  | Chris Catalfo         | Lou Kok          | Juan Conde      |
| 90 kg  | Guillermo Cruz        | Derrick Waldroup | Doug Cox        |
| 100 kg | Héctor Milián         | Dennis Koslowski | Steve Marshall  |
| 130 kg | Duane Koslowski       | Arturo Díaz      | Daniel Payne    |

### W stylu wolnym
| Waga   | złoty             | srebrny              | brązowy               |
| ------ | ----------------- | -------------------- | --------------------- |
| 48 kg  | Aldo Martínez     | Tim Vanni            | William Delgado       |
| 52 kg  | Carlos Varela     | Greg Robbins         | Christopher Woodcroft |
| 57 kg  | Alejandro Puerto  | Robert Dawson        | Jorge Olvera          |
| 62 kg  | John Smith        | Joe Domarchuk        | Enrique Valdez        |
| 68 kg  | Andre Metzger     | Eugenio Montero      | Pat Sullivan          |
| 74 kg  | Dave Schultz      | Raúl Cascaret        | Gary Holmes           |
| 82 kg  | Mark Schultz      | Lou Kok              | Orlando Hernández     |
| 90 kg  | Doug Cox          | Roberto Leitao Filho | Jim Scherr            |
| 100 kg | William Scherr    | Luis Miranda Leon    | Gavin Carrow          |
| 130 kg | Bruce Baumgartner | Domingo Mesa         | Daniel Payne          |